# Palau Community College

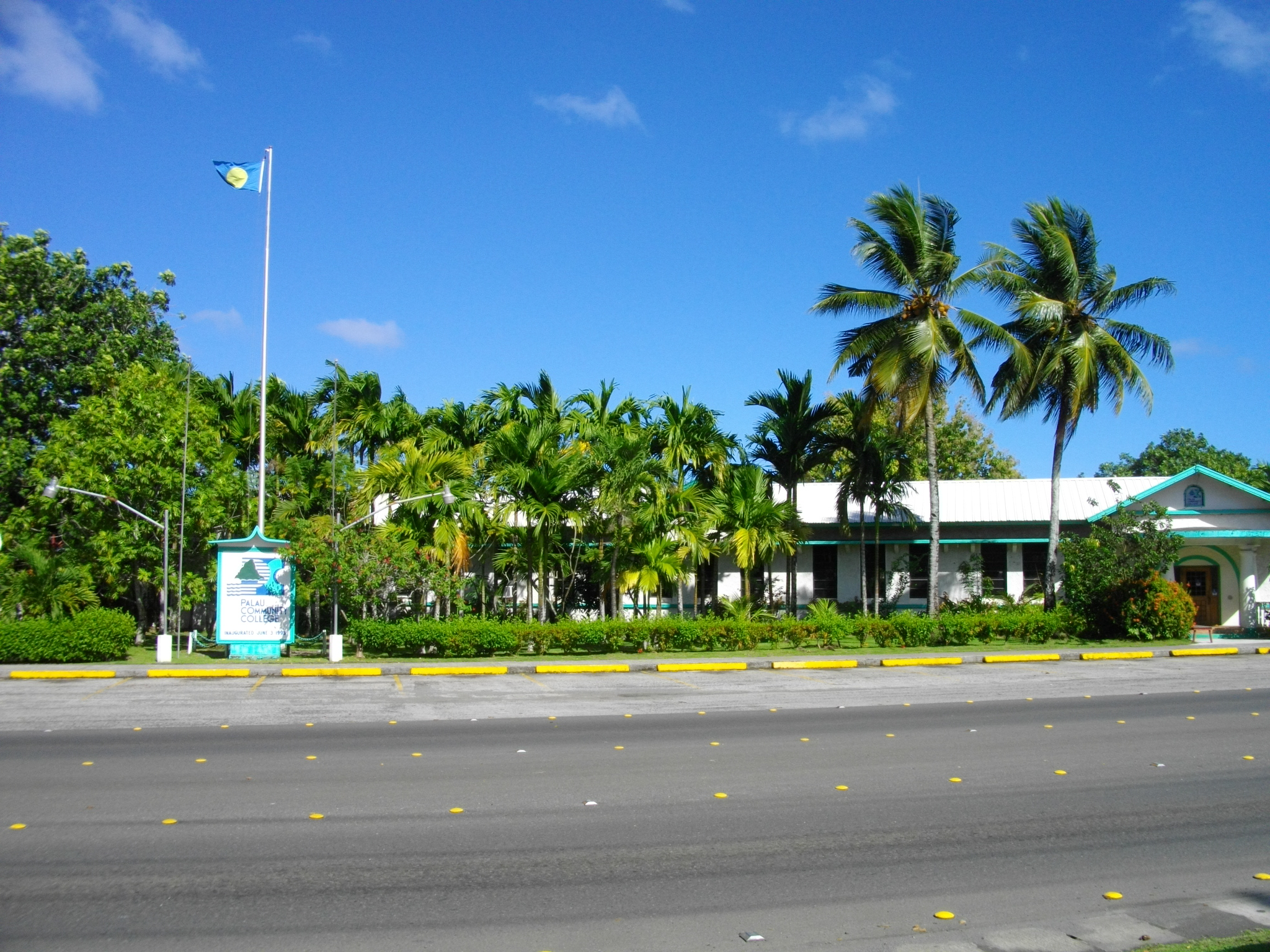
Palau Community College

El Palau Community College es una universidad pública en Palaos. Es la única institución de educación superior del país. Es una institución independiente acreditada por la Asociación Occidental de Escuelas y Universidades y ofrece títulos y certificados.

## Historia

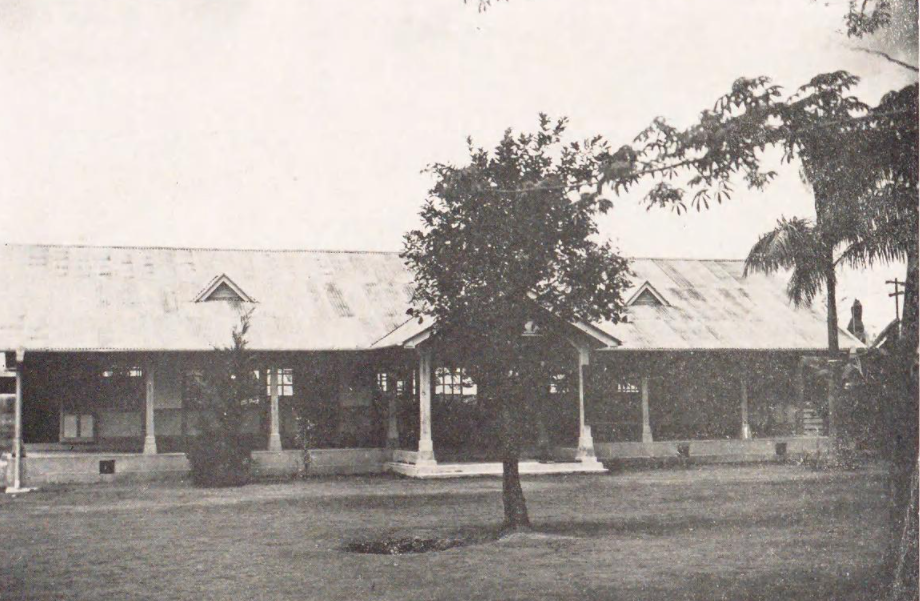
Escuela técnica y profesional alrededor de 1932

El Palau Community College, junto con el College of the Marshall Islands y el College of Micronesia-FSM, ofrece programas Micronesia Land Grant. 
El Community College se fundó como escuela técnica y profesional en 1927 cuando Palau estaba bajo ocupación japonesa.
En la década de 1980, el Congreso de los Estados Unidos designó al College of Micronesia como el Land Grant College del Territorio en Fideicomiso de las Islas del Pacífico. Este acuerdo fue posteriormente ampliado por los tres gobiernos de Micronesia, incluido Palaos. El 19 de marzo de 1993, la Ley de Educación Superior de Palau de 1993 estableció el colegio como colegio independiente con su propia junta directiva. Antes de esto, la universidad se conocía como la Universidad Ocupacional de Micronesia. El 2 de abril de 1993, se convirtió oficialmente en Palau Community College.

## Grados y titulaciones ofertadas
- Ciencias Agrícolas
- Aire acondicionado y refrigeración
- Tecnología de mecánica automotriz
- Contabilidad comercial
- Administración de empresas
- Justicia Penal
- Salud pública y comunitaria
- Tecnología de la construcción
- Educación
- Tecnología eléctrica
- Ciencias ambientales / marinas
- Tecnología de electrónica general
- Tecnología de la Información
- Servicios de biblioteca e información
- Programa de enfermería
- Administración de oficina
- Estudios de Palau
- Tecnología marina de motores pequeños y fueraborda
- Programa de Turismo y Hostelería
- Programa de artes liberales
- Disciplinas STEM